# 하스티나푸르
하스티나푸르(힌디어: हस्तिनापुर, 산스크리트어: हस्तिनापुरम् 하스티나푸람)는 인도의 우타르프라데시주에 있는 도시이다. 하스티나푸르는 고대 인도의 십육대국 중 하나인 쿠루 왕국의 수도였으며, 마하바라타와 푸라나 같은 힌두교 문헌에서도 자주 언급된다.

## 역사
하스티나푸르는 고대 인도 최초의 베다 시대 국가인 쿠루 왕국의 수도였다. 이후 쿠루 왕국이 멸망한 후에는 마우리아 제국의 황제 삼프라티에 의해 많은 사원들이 지어졌으며 식민지 시대에는 이 지역을 장악하고 있던 인도 번왕국에 의해 통치되었다. 하스티나푸르는 각종 힌두교 문헌에서도 등장하는데, 푸라나에서는 바라타의 도시로서 등장하며 마하바라타에서는 쿠루 왕국의 수도로서 서사시의 주요 무대로도 등장한다. 1950년대 초 인도 고고학 조사 국장 인 BB Lal에 의해 하스티나푸르 발굴 작업이 진행되었으며 이 결과 마하바라타에서 묘사된 하스티나푸르의 도자기와 유사한 유물들이 일부 발굴되었다.

## 같이 보기
- 인드라프라스타